# Karamadai
Karamadai è una suddivisione dell'India, classificata come town panchayat, di 27.799 abitanti, situata nel distretto di Coimbatore, nello stato federato del Tamil Nadu. In base al numero di abitanti la città rientra nella classe III (da 20.000 a 49.999 persone).

## Geografia fisica
La città è situata a 11° 16' 28 N e 76° 56' 22 E.

## Società

### Evoluzione demografica
Al censimento del 2001 la popolazione di Karamadai assommava a 27.799 persone, delle quali 14.015 maschi e 13.784 femmine. I bambini di età inferiore o uguale ai sei anni assommavano a 2.681, dei quali 1.395 maschi e 1.286 femmine. Infine, coloro che erano in grado di saper almeno leggere e scrivere erano 20.263, dei quali 11.015 maschi e 9.248 femmine.